# دراجن زلوفاريتش
دراجن زلوفاريتش مواليد 23 مارس 1989 في أوسييك، جمهورية كرواتيا الاشتراكية، هو مدرب كرة سلة صربي ولاعب سابق. بدأ مسيرته الاحترافية في سنة 2013. اعتزل اللعب في 2015. لعب مع نادي هالمان فيينا لكرة السلة في الدوري النمساوي لكرة السلة ونادي إيجوكيا لكرة السلة في الدوري الأدرياتيكي.

## روابط خارجية
- دراجن زلوفاريتش على موقع كرة السلة الأوروبية.كوم (الإنجليزية)
- دراجن زلوفاريتش على موقع كلية كرة السلة في سبورتس رفرنس.كوم (الإنجليزية)
- دراجن زلوفاريتش على موقع ريلجم (الإنجليزية)
- دراجن زلوفاريتش على موقع بروبوليرز (الإنجليزية)